# 후출 (말)

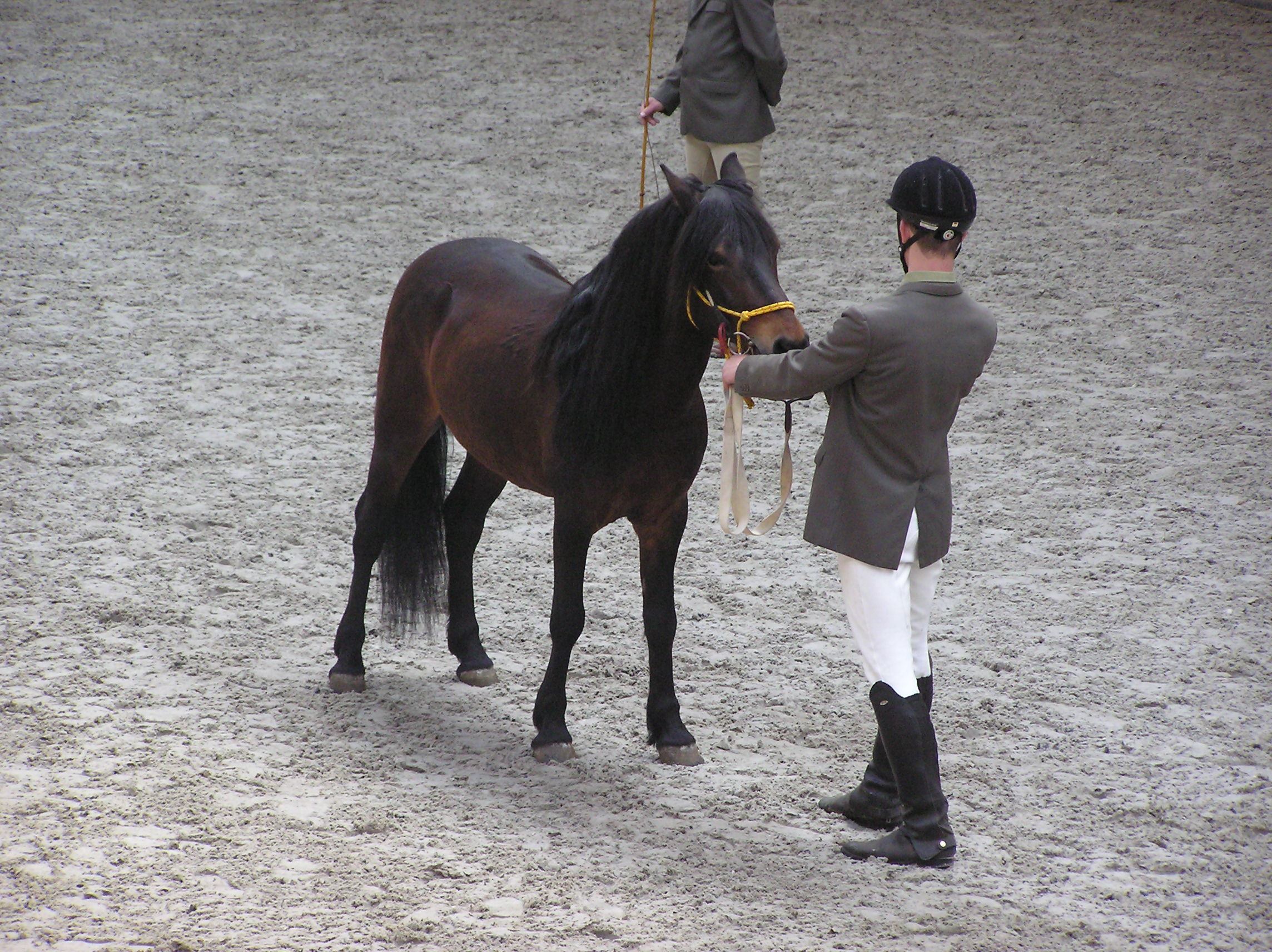
후출

후출(우크라이나어: Гуцулик 혹은 Гуцул, 루마니아어: Huțul, 폴란드어: hucuł, 체코어: Hucul 슬로바키아어: Hucul, 헝가리어: Hucul, 독일어: Huzule)  혹은 카르파티아는 카르파티아산맥에서 유래한 조랑말 품종이다. 루마니아와 우크라이나의 카르파티아 산맥 일대에서 거주하는 민족인 후출인에서 유래한 이름이다. 한국마사회가 배포하는 자료에서는 허클 포니라는 명칭을 사용하고 있다.